# 求是科技基金会
求是科技基金会由查济民（1914-2007）及家族于1994年在香港创立。基金会由查济民先生根据其母校浙江大学前身求是书院及校训＂求是＂而起名。基金会设立之主要目的，是在当时国家财力相对薄弱的条件下，通过私人基金重奖科技领域的优秀中国学者以及资助中国学生，为科技强国起一份作用。现任主席为查济民先生长子查懋声先生。
基金会由多位国际知名学者担任顾问并全权负责奖项的遴选和审定。积极参与并支持基金会工作的世界著名科学家包括：
- 杨振宁教授（物理学家，诺贝尔奖得奖人）
- 周光召教授（物理学家，中国科学技术协会名誉主席）
- 李远哲教授（诺贝尔化学奖得奖人,2011年已离任）
- 简悦威教授（国际知名基因诊断之父）
- 何大一教授（国际知名医学专家、艾滋病鸡尾酒疗法发明者）
- 姚期智教授（理论计算机科学家，首位亚裔图灵奖得奖人）

已故数学大师陈省身教授生前也是基金会的主要顾问。
1994年至2012年，共有227位在数学、物理、化学及生物医学等科技领域中有杰出成就的中国科学家获得基金会奖励。其中“求是终身成就奖”1位（周光召），“杰出科学家奖”21位（邓稼先、吴文俊、王振义、施一公等），“杰出青年学者奖”120位（白春礼、陈竺、张杰等），以及“杰出科技成就集体奖”85位（涉及12个重大科研项目，如青蒿素、人工合成牛胰岛素、塔里木盆地沙漠治理，铁基超导等）。
基金会先后在中国科技大学、上海交通大学等20余所高校设立了“求是研究生奖学金”和“查济民、刘璧如大学生奖学金”，奖励优秀的博士研究生，资助品学兼优的贫困大学生，迄今已有7300多位青年学子获得基金会奖励和资助。此外，求是科技基金会通过资助美国普林斯顿高等研究中心华裔研究员，清华大学软件科学试验班海外交流等项目，致力促进华人学者与世界科研前沿的交流。
自1998年起，基金会捐资中国科学技术协会设立“中国科协求是杰出青年奖”，包括“成果转化奖”和“实用工程奖”。其中“成果转化奖”主要奖励在企业、科研院所、高等院校等工作，在科技成果转化方面取得突出业绩并有一定效益和良好应用前景的的青年科技人员，每年奖励名额10名（其中5名民营科技企业获奖人由求是基金会出资，其余5名由中国科协出资）；“实用工程奖”主要奖励耕耘在国防科研和生产第一线，在航天、信息、生物医药等领域作出突出贡献的青年科技人员，每年奖励名额15名。
基金会自1994年起，持续18年为中国科技事业发展默默耕耘，不断顺应中国科技和社会发展需要，灵活调整奖助方向。从早年的认可表彰对奠定国家科研实力基础的科技元勋，赞助坚持在中国本土开展科研的青年学者，资助扎根艰苦第一线防沙治沙的环保英雄，到近年的发掘原创性基础科研人才，促进海内外学术交流。始终坚持“热心雪中送炭、不作锦上添花”的一贯初衷。
在当前环境下，求是基金会力图通过认可表彰原创性的科技成就，弘扬求真惟实的科学精神，提倡兼容并蓄的人文关怀，激励中国广大科技学人为人类文明的持续演进做出贡献。基金会深切希望，通过对科技人才的奖助和培育，能对解决中国和人类面临的复杂挑战贡献出自己的一份微薄力量。